# Gillung
Eine Gillung (auch Gilling, von eng. gill, Kieme, Bereich unter dem Kinn) ist im Schiffbau allgemein eine Wölbung in einem Gegenstand nach innen.
Die Gillung eines Schiffes bezeichnet den unteren Teil des Achterschiffes von der Wasserlinie bis zum Heck, der nach innen gewölbt ist. Dort befinden sich die Gillungsspanten.
Die Gillung eines Segels ist die Krümmung in dessen Schnitt.